# Lista odcinków serialu Przygody Merlina
Poniżej znajduje się lista odcinków brytyjskiego serialu Przygody Merlina, emitowanego na BBC One od 20 września 2008 do 24 grudnia 2012. Serial składa się łącznie z 65 odcinków w pięciu sezonach. Twórcami serialu są: Julian Jones, Jake Michie, Julian Murphy oraz Johnny Capps. Fabuła serialu opiera się na legendach arturiańskich i opowiada historię Merlina i jego służby księciu (a później królowi) Arturowi.

## Lista odcinków

### Seria pierwsza
| 1 | 1  | The Dragon’s Call         | Smocze wołanie           | James Hawes | Julian Jones   | 20 września 2008     |
| Merlin przybywa do Camelotu, gdzie mieszka u królewskiego lekarza Gajusza, który odkrywa jego magiczne zdolności.                                |    |                           |                          |             |                |                      |
| 2 | 2  | Valiant                   | Valiant                  | James Hawes | Howard Overman | 27 września 2008     |
| W Camelocie odbywa się coroczny turniej rycerski. Jednym z uczestników jest rycerz Valiant, który używa magii.                                   |    |                           |                          |             |                |                      |
| 3 | 3  | The Mark of Nimueh        | Znak Nimueh              | James Hawes | Julian Jones   | 4 października 2008  |
| W Camelocie panuje zaraza, o której spowodowanie oskarżono Gwen.                                                                                 |    |                           |                          |             |                |                      |
| 4 | 4  | The Poisoned Chalice      | Zatruty kielich          | Ed Fraiman  | Ben Vanstone   | 11 października 2008 |
| Merlin wypija przeznaczoną dla Artura truciznę i jest bliski śmierci. Artur wyrusza na poszukiwania rośliny potrzebnej do wytworzenia antidotum. |    |                           |                          |             |                |                      |
| 5 | 5  | Lancelot                  | Lancelot                 | Ed Fraiman  | Jake Michie    | 18 października 2008 |
| Merlin zaprzyjaźnia się z Lancelotem, który przybywa do Camelotu, aby zostać rycerzem. Tymczasem na mieszkańców Camelotu napada gryf.            |    |                           |                          |             |                |                      |
| 6 | 6  | A Remedy to Cure All Ills | Lek na wszystkie choroby | Ed Fraiman  | Julian Jones   | 25 października 2008 |
| Do Camelotu przybywa tajemniczy Edwin, który leczy Morganę i zajmuje posadę Gajusza jako nadworny medyk.                                         |    |                           |                          |             |                |                      |
| 7 | 7  | The Gates of Avalon       | Bramy Avalonu            | Jeremy Webb | Ben Vanstone   | 1 listopada 2008     |
| Artur zakochuje się w Sophii, która jest Sídhe i chce zabić Artura, aby odzyskać nieśmiertelność.                                                |    |                           |                          |             |                |                      |
| 8 | 8  | The Beginning of the End  | Początek końca           | Jeremy Webb | Howard Overman | 8 listopada 2008     |
| Merlin ratuje młodego Druida, Mordreda, któremu według Wielkiego Smoka pisane jest zabić Artura.                                                 |    |                           |                          |             |                |                      |
| 9 | 9  | Excalibur                 | Excalibur                | Jeremy Webb | Julian Jones   | 15 listopada 2008    |
| Z grobu powstaje Mroczny Rycerz, z którym ma walczyć Artur. Merlin szuka sposobu na pokonanie umarłego.                                          |    |                           |                          |             |                |                      |
| 10 | 10 | The Moment of Truth       | Chwila prawdy            | David Moore | Julian Jones   | 22 listopada 2008    |
| Ealdor, rodzinną wioskę Merlina, terroryzują rozbójnicy. Merlin razem z przyjaciółmi jedzie do wioski, aby pomóc jej mieszkańcom się obronić.    |    |                           |                          |             |                |                      |
| 11 | 11 | The Labyrinth of Gedref   | Labirynt w Gedref        | Stuart Orme | Howard Overman | 29 listopada 2008    |
| Podczas polowania Artur zabija jednorożca, przez co na Camelot spada klęska głodu. Artur musi przejść próby, aby udowodnić, że ma czyste serce.  |    |                           |                          |             |                |                      |
| 12 | 12 | To Kill the King          | Zabić króla              | Stuart Orme | Jake Michie    | 6 grudnia 2008       |
| Uther skazuje na śmierć ojca Gwen, przez co odwraca się od niego Morgana, która planuje zamach na króla.                                         |    |                           |                          |             |                |                      |
| 13 | 13 | Le Morte d’Arthur         | Le Morte d’Arthur        | David Moore | Julian Jones   | 13 grudnia 2008      |
| Artur jest bliski śmierci po ukąszeniu przez bestię. Merlin wyrusza na Wyspę Błogosławionych w celu uratowania księcia.                          |    |                           |                          |             |                |                      |

### Seria druga
| 14 | 1  | The Curse of Cornelius Sigan  | Klątwa Korneliusza Sigana | David Moore     | Julian Jones   | 19 września 2009     |
| W Camelocie odkryto pełny bogactw grobowiec Korneliusza Sigana. Tymczasem Cedric chce zająć miejsce Merlina jako sługa Artura, aby dostać się do grobu.       |    |                               |                           |                 |                |                      |
| 15 | 2  | The Once and Future Queen     | Dawna i przyszła królowa  | Jeremy Webb     | Howard Overman | 26 września 2009     |
| Artur incognito bierze udział w turnieju. Pomagają mu w tym Merlin i Gwen, u której mieszka.                                                                  |    |                               |                           |                 |                |                      |
| 16 | 3  | The Nightmare Begins          | Początek koszmaru         | Jeremy Webb     | Ben Vanstone   | 3 października 2009  |
| Morgana odkrywa u siebie magiczne zdolności. Merlin chce jej pomóc zrozumieć jej dar.                                                                         |    |                               |                           |                 |                |                      |
| 17 | 4  | Lancelot and Guinevere        | Lancelot i Ginewra        | David Moore     | Howard Overman | 10 października 2009 |
| Gwen zostaje porwana i osadzona w zamku Hengisa, który sądzi, że porwał Morganę. Tam spotyka Lancelota, który chce ją uwolnić.                                |    |                               |                           |                 |                |                      |
| 18 | 5  | Beauty and the Beast – Part 1 | Piękna i Bestia – część 1 | David Moore     | Jake Michie    | 24 października 2009 |
| Do Camelotu przybywa Lady Catrina, która chce zdobyć serce Uthera, aby uzyskać władzę i bogactwa. Tymczasem Merlin odkrywa, że Catrina to tak naprawdę troll. |    |                               |                           |                 |                |                      |
| 19 | 6  | Beauty and the Beast – Part 2 | Piękna i Bestia – część 2 | Metin Huseyin   | Ben Vanstone   | 31 października 2009 |
| Uther poślubia trolla podającego się za Lady Catrinę. Merlin i Gajusz próbują uwolnić króla spod czaru Catriny i otworzyć mu oczy.                            |    |                               |                           |                 |                |                      |
| 20 | 7  | The Witchfinder               | Łowca czarownic           | Jeremy Webb     | Jake Michie    | 7 listopada 2009     |
| Do Camelotu przybywa Łowca Czarownic, który poszukuje w zamku osób praktykujących magię. Oskarżony o to zostaje Gajusz, który zostaje skazany na śmierć.      |    |                               |                           |                 |                |                      |
| 21 | 8  | The Sins of the Father        | Grzechy ojca              | Metin Huseyin   | Howard Overman | 14 listopada 2009    |
| Do Camelotu przybywa Morgause, która później zapoznaje Artura z okolicznościami jego urodzenia. Po otrzymaniu tej informacji Artur chce zabić ojca.           |    |                               |                           |                 |                |                      |
| 22 | 9  | The Lady of the Lake          | Pani Jeziora              | Metin Huseyin   | Julian Jones   | 21 listopada 2009    |
| Merlin spotyka w Camelocie schwytaną Druidkę, którą uwalnia i zakochuje się w niej. Tymczasem Freya skrywa mroczny sekret.                                    |    |                               |                           |                 |                |                      |
| 23 | 10 | Sweet Dreams                  | Słodkich snów             | Alice Troughton | Lucy Watkins   | 28 listopada 2009    |
| Wskutek czarów Artur zakochuje się w Lady Vivian, której ojciec, król Olaf, nie pozwala na związek.                                                           |    |                               |                           |                 |                |                      |
| 24 | 11 | The Witch's Quickening        | Przebudzenie wiedźmy      | Alice Troughton | Jake Michie    | 5 grudnia 2009       |
| Do Morgany przychodzą Mordred i Alvarr, aby namówić ją do wykradnięcia magicznego kryształu, który pokazuje przyszłość.                                       |    |                               |                           |                 |                |                      |
| 25 | 12 | The Fires of Idirsholas       | Ognie Idirsholas          | Jeremy Webb     | Julian Jones   | 12 grudnia 2009      |
| Morgause budzi do życia starożytnych rycerzy, którzy atakują Camelot, gdzie wszyscy śpią z powodu zaklęcia. Merlin i Artur próbują uratować zamek.            |    |                               |                           |                 |                |                      |
| 26 | 13 | The Last Dragonlord           | Ostatni władca smoków     | Jeremy Webb     | Julian Jones   | 19 grudnia 2009      |
| Camelot atakuje Wielki Smok wypuszczony przez Merlina. Aby powstrzymać bestię, Artur i Merlin wyruszają na poszukiwanie Władcy Smoków.                        |    |                               |                           |                 |                |                      |

### Seria trzecia
| 27 | 1  | The Tears of Uther Pendragon – Part 1 | Łzy Uthera Pendragona – Część 1 | Jeremy Webb     | Julian Jones   | 11 września 2010     |
| Do zamku wraca Morgana, która udaje dobrą, ale chce zguby Uthera. Uther traci zmysły z powodu korzenia mandragory zaczarowanego przez Morgause.                      |    |                                       |                                 |                 |                |                      |
| 28 | 2  | The Tears of Uther Pendragon – Part 2 | Łzy Uthera Pendragona – Część 2 | Jeremy Webb     | Julian Jones   | 18 września 2010     |
| Na Camelot napadają wojska Cenreda i Morgause. Wspiera ich ożywiona przez Morganę armia nieumarłych.                                                                 |    |                                       |                                 |                 |                |                      |
| 29 | 3  | Goblin's Gold                         | Złoto goblina                   | Jeremy Webb     | Howard Overman | 25 września 2010     |
| Merlin przez przypadek uwalnia goblina, który wchodzi w ciało Gajusza, powodując jego nienaturalne zachowanie.                                                       |    |                                       |                                 |                 |                |                      |
| 30 | 4  | Gwaine                                | Gwaine                          | David Moore     | Julian Jones   | 2 października 2010  |
| Podczas bójki w karczmie Artura i Merlina broni Gwaine, który zostaje ranny i przybywa do Camelotu, gdzie zaprzyjaźnia się z Merlinem.                               |    |                                       |                                 |                 |                |                      |
| 31 | 5  | The Crystal Cave                      | Kryształowa grota               | Alice Troughton | Julian Jones   | 9 października 2010  |
| Merlin trafia do Kryształowej Groty, gdzie odkrywa, że Morgana chce zabić Uthera, czemu Merlin chce zapobiec.                                                        |    |                                       |                                 |                 |                |                      |
| 32 | 6  | The Changeling                        | Odmieniona                      | David Moore     | Lucy Watkins   | 16 października 2010 |
| Uther próbuje ożenić Artura z Eleną, w której ciele jest Sídhe. |    |                                       |                                 |                 |                |                      |
| 33 | 7  | The Castle of Fyrien                  | Zamek Fyrien                    | David Moore     | Jake Michie    | 23 października 2010 |
| Cenred porywa Gwen, której każe przyprowadzić Artura pod groźbą zabicia jej brata Elyana.                                                                            |    |                                       |                                 |                 |                |                      |
| 34 | 8  | The Eye of the Phoenix                | Oko feniksa                     | Alice Troughton | Julian Jones   | 30 października 2010 |
| Artur wyrusza do Mercji po trójząb, aby udowodnić, że jest godny zostać królem. Morgana dała mu Oko Feniksa, które ma sprowadzić śmierć na księcia.                  |    |                                       |                                 |                 |                |                      |
| 35 | 9  | Love in the Time of Dragons           | Miłość w czasach smoków         | Alice Troughton | Jake Michie    | 6 listopada 2010     |
| Gajusz po wielu latach spotyka swoją dawną miłość Alicję, która jest pod władzą mantykory i chce zabić Uthera.                                                       |    |                                       |                                 |                 |                |                      |
| 36 | 10 | Queen of Hearts                       | Królowa serc                    | Ashley Way      | Howard Overman | 13 listopada 2010    |
| Morgana doprowadza do skazania Gwen na śmierć za rzekome zaczarowanie Artura. Merlin przybiera postać starca, aby ją uratować.                                       |    |                                       |                                 |                 |                |                      |
| 37 | 11 | The Sorcerer's Shadow                 | Cień czarodzieja                | Ashley Way      | Julian Jones   | 20 listopada 2010    |
| W otwartym turnieju rycerskim bez zasad startuje młody chłopak Gilli. Gilli używa magii, planując zabić Uthera, który również bierze udział w turnieju.              |    |                                       |                                 |                 |                |                      |
| 38 | 12 | The Coming of Arthur – Part 1         | Przybycie Artura – Część 1      | Jeremy Webb     | Jake Michie    | 27 listopada 2010    |
| Uther chce zdobyć Kielich Życia. Trafia on jednak w ręce Morgause, która tworzy armię nieśmiertelnych i zdobywa Camelot. Artur i Merlin są zmuszeni uciekać z zamku. |    |                                       |                                 |                 |                |                      |
| 39 | 13 | The Coming of Arthur – Part 2         | Przybycie Artura – Część 2      | Jeremy Webb     | Julian Jones   | 4 grudnia 2010       |
| Artur powołuje Rycerzy Okrągłego Stołu, a następnie walczy o odzyskanie zamku. Merlin natomiast wydobywa z jeziora Excalibur, zdolny zabić nieśmiertelnych rycerzy.  |    |                                       |                                 |                 |                |                      |

### Seria czwarta
| 40 | 1  | The Darkest Hour – Part 1      | Najciemniejsza godzina – Część 1 | Alice Troughton   | Julian Jones    | 1 października 2011  |
| Morgana uszkadza zasłonę między światem żywych i umarłych, co doprowadza do ataków Ludzi Cieni. Artur wyrusza na Wyspę Błogosławionych, aby naprawić zasłonę. |    |                                |                                  |                   |                 |                      |
| 41 | 2  | The Darkest Hour – Part 2      | Najciemniejsza godzina – Część 2 | Alice Troughton   | Julian Jones    | 8 października 2011  |
| Merlin próbuje powstrzymać Artura przed oddaniem swojego życia w celu naprawienia zasłony między światem żywych i umarłych.                                   |    |                                |                                  |                   |                 |                      |
| 42 | 3  | The Wicked Day                 | Zły dzień                        | Alice Troughton   | Howard Overman  | 15 października 2011 |
| Uther po ataku króla Odyna jest bliski śmierci. Artur próbuje uratować ojca za pomocą magii. Zwraca się o pomoc do starca, którym jest Merlin.                |    |                                |                                  |                   |                 |                      |
| 43 | 4  | Aithusa                        | Aithusa                          | Alex Pillai       | Julian Jones    | 22 października 2011 |
| Merlin dowiaduje się o istnieniu jaja smoka, które chce zdobyć, aby uratować ten gatunek.                                                                     |    |                                |                                  |                   |                 |                      |
| 44 | 5  | His Father’s Son               | Jaki ojciec, taki syn            | Alex Pillai       | Jake Michie     | 29 października 2011 |
| Za namową Agravaine'a Artur zabija króla Caerleona, co niemal doprowadza do wojny między królestwami.                                                         |    |                                |                                  |                   |                 |                      |
| 45 | 6  | A Servant of Two Masters       | Sługa dwóch panów                | Alex Pillai       | Lucy Watkins    | 5 listopada 2011     |
| Morgana porywa Merlina i wszczepia mu fomorrę, przez co Merlin musi wykonywać jej rozkazy i dostaje misję zabicia Artura.                                     |    |                                |                                  |                   |                 |                      |
| 46 | 7  | The Secret Sharer              | Na straży tajemnicy              | Justin Molotnikov | Julian Jones    | 12 listopada 2011    |
| Morgana porywa Gajusza, od którego chce się dowiedzieć, kim jest Emrys.                                                                                       |    |                                |                                  |                   |                 |                      |
| 47 | 8  | Lamia                          | Lamia                            | Justin Molotnikov | Jake Michie     | 19 listopada 2011    |
| Podczas podróży z odległej wioski, w której pojawiła się tajemnicza choroba, Merlin spotyka dziewczynę Lamię, panującą nad umysłami rycerzy.                  |    |                                |                                  |                   |                 |                      |
| 48 | 9  | Lancelot du Lac                | Lancelot z Jeziora               | Justin Molotnikov | Lucy Watkins    | 26 listopada 2011    |
| Za pomocą nekromancji Morgana ożywia Lancelota, któremu każe uwieść Gwen, aby nie dopuścić do jej ślubu z Arturem.                                            |    |                                |                                  |                   |                 |                      |
| 49 | 10 | A Herald of the New Age        | Zwiastun nowych czasów           | Jeremy Webb       | Howard Overman  | 3 grudnia 2011       |
| W ciało Elyana wchodzi duch Druida, który chce pomścić swoją śmierć i zabić Artura.                                                                           |    |                                |                                  |                   |                 |                      |
| 50 | 11 | The Hunter’s Heart             | Serce łowcy                      | Jeremy Webb       | Richard McBrien | 10 grudnia 2011      |
| Artur chce ożenić się z księżniczką Mithian. Tymczasem Agravaine próbuje zdobyć plany tunelów pod Camelotem.                                                  |    |                                |                                  |                   |                 |                      |
| 51 | 12 | The Sword in the Stone: Part 1 | Miecz w kamieniu – Część 1       | Alice Troughton   | Jake Michie     | 17 grudnia 2011      |
| Morgana zdobywa Camelot, zmuszając Artura i Merlina do ucieczki z zamku. Razem z Tristanem i Izoldą uciekają do Ealdoru, gdzie atakuje ich Agravaine.         |    |                                |                                  |                   |                 |                      |
| 52 | 13 | The Sword in the Stone: Part 2 | Miecz w kamieniu – Część 2       | Alice Troughton   | Julian Jones    | 24 grudnia 2011      |
| Artur wyciąga Excalibur ze skały, a następnie odbija Camelot z rąk Morgany.                                                                                   |    |                                |                                  |                   |                 |                      |

### Seria piąta
26 listopada 2012 ogłoszono, że piąta seria będzie ostatnią w historii serialu.
| 53 | 1  | Arthur's Bane (Part 1)            | Zguba Artura – Część 1          | Justin Molotnikov | Julian Jones    | 6 października 2012  |
| Artur i Merlin wyruszają na poszukiwania zaginionych rycerzy Camelotu, ale zostają pojmani przez ludzi Morgany, wśród których jest Mordred.         |    |                                   |                                 |                   |                 |                      |
| 54 | 2  | Arthur's Bane (Part 2)            | Zguba Artura – Część 2          | Justin Molotnikov | Julian Jones    | 13 października 2012 |
| Artur i Merlin uciekają z niewoli i uwalniają rycerzy z rąk Morgany. Przed Morganą broni ich Mordred, który zostaje rycerzem Camelotu.              |    |                                   |                                 |                   |                 |                      |
| 55 | 3  | The Death Song of Uther Pendragon | Żałobna pieśń Uthera Pendragona | Justin Molotnikov | Howard Overman  | 20 października 2012 |
| Artur wywołuje ducha Uthera, który nie jest zadowolony z decyzji syna i nawiedza Camelot.                                                           |    |                                   |                                 |                   |                 |                      |
| 56 | 4  | Another's Sorrow                  | Kolejny smutek                  | Ashley Way        | Jake Michie     | 27 października 2012 |
| Morgana zdobywa królestwo Rodora i szantażem zmusza księżniczkę Mithian do zwabienia Artura w pułapkę.                                              |    |                                   |                                 |                   |                 |                      |
| 57 | 5  | The Disir                         | Disir                           | Ashley Way        | Richard McBrien | 3 listopada 2012     |
| Artur otrzymuje od Osgara tajemniczą monetę i postanawia wyruszyć do kapłanek Disir, aby dowiedzieć się więcej o jej znaczeniu.                     |    |                                   |                                 |                   |                 |                      |
| 58 | 6  | The Dark Tower                    | Mroczna wieża                   | Ashley Way        | Julian Jones    | 10 listopada 2012    |
| Morgana porywa Gwen i więzi ją w Mrocznej Wieży. Na jej poszukiwania wyruszają Artur, Merlin i rycerze.                                             |    |                                   |                                 |                   |                 |                      |
| 59 | 7  | A Lesson in Vengeance             | Lekcja zemsty                   | Alice Troughton   | Jake Michie     | 17 listopada 2012    |
| Gwen, która jest pod kontrolą Morgany, planuje zabić Artura.                                                                                        |    |                                   |                                 |                   |                 |                      |
| 60 | 8  | The Hollow Queen                  | Pusta królowa                   | Alice Troughton   | Julian Jones    | 24 listopada 2012    |
| Gwen namawia Saruma do dokonania zamachu na Artura podczas podpisywania traktatu. Tymczasem Merlin wpada w zasadzkę Morgany.                        |    |                                   |                                 |                   |                 |                      |
| 61 | 9  | With All My Heart                 | Z całego serca                  | Alice Troughton   | Richard McBrien | 1 grudnia 2012       |
| Artur dowiaduje się o zdradzie Gwen i razem z Merlinem wyruszają do kotła Arianrod, aby uwolnić Gwen spod władzy Morgany.                           |    |                                   |                                 |                   |                 |                      |
| 62 | 10 | The Kindness of Strangers         | Uprzejmość obcych               | Declan O’Dwyer    | Richard McBrien | 8 grudnia 2012       |
| Merlin spotyka Finnę, która ostrzega go przed nadchodzącą bitwą o Camelot.                                                                          |    |                                   |                                 |                   |                 |                      |
| 63 | 11 | The Drawing of the Dark           | Zew mroku                       | Declan O’Dwyer    | Julian Jones    | 15 grudnia 2012      |
| Artur skazuje na śmierć Karę, ukochaną Mordreda. Mordred przechodzi na stronę Morgany i informuje ją o prawdziwej tożsamości Emrysa.                |    |                                   |                                 |                   |                 |                      |
| 64 | 12 | The Diamond of the Day (Part 1)   | Decydujące starcie – Część 1    | Justin Molotnikov | Jake Michie     | 22 grudnia 2012      |
| Morgana pozbawia Merlina magicznej mocy. Merlin wyrusza do Kryształowej Groty, aby ją odzyskać. Tymczasem na Camelot napadają wojska Morgany.       |    |                                   |                                 |                   |                 |                      |
| 65 | 13 | The Diamond of the Day (Part 2)   | Decydujące starcie – Część 2    | Justin Molotnikov | Julian Jones    | 24 grudnia 2012      |
| Merlin przesądza o pokonaniu Morgany, ale Artur zostaje ciężko ranny. Merlin zabiera go do jeziora Avalon, aby go uleczyć i wyjawia mu swój sekret. |    |                                   |                                 |                   |                 |                      |